# Großer Joachimsthal

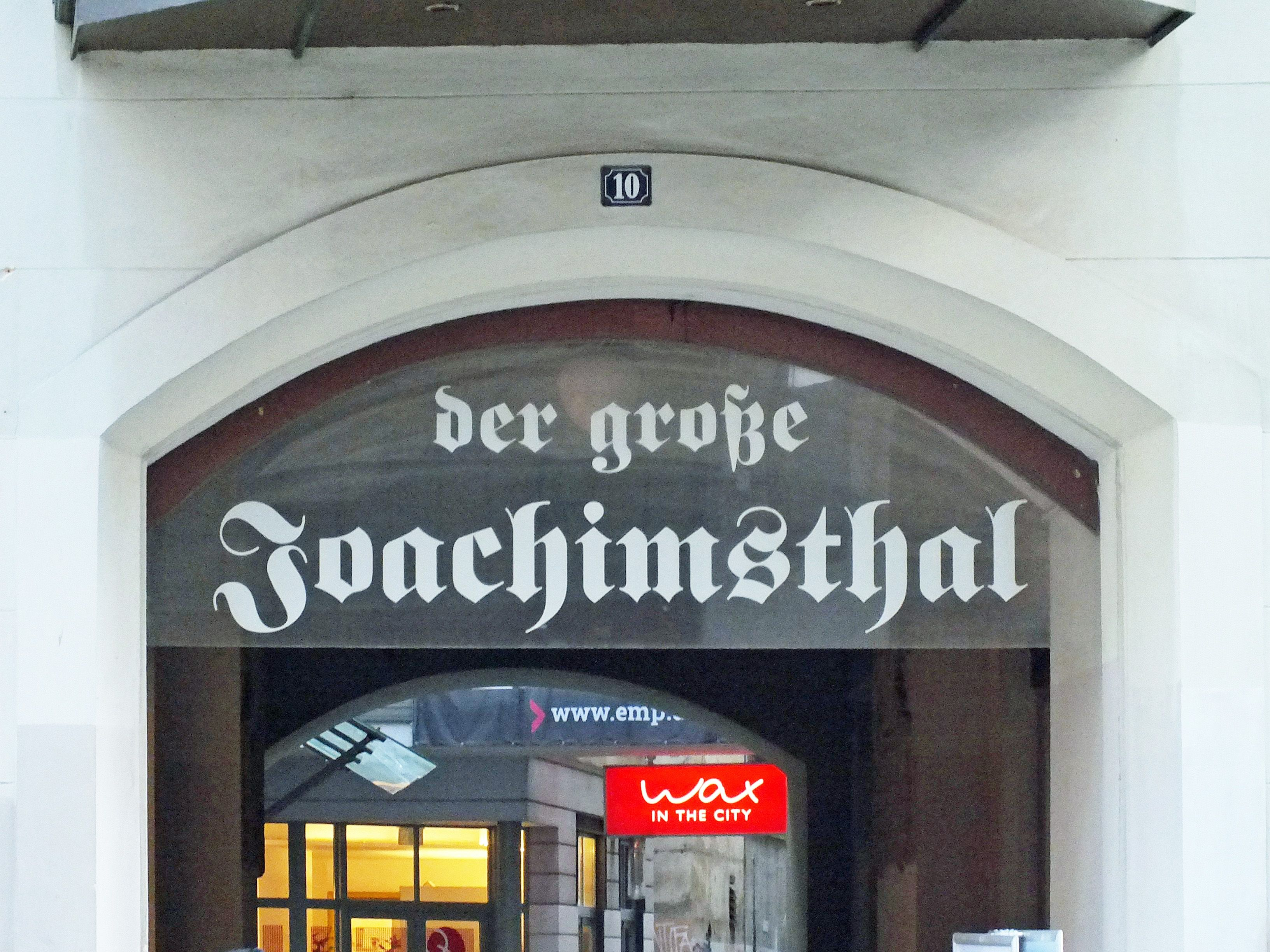
Eingang zur Passage (2018)

Großer Joachimsthal ist die Bezeichnung für das Wohn- und Geschäftshaus Hainstraße 10 in Leipzig und für die Passage von diesem Haus zur Katharinenstraße 13. Beide Häuser stehen unter Denkmalschutz.

## Geschichte
Im Haus an der Hainstraße verkaufte der Handelsherr Martin Bauer in der zweiten Hälfte des 16. Jahrhunderts Silber aus seinen Silberbergwerken in Sankt Joachimsthal in Böhmen. Für das Haus bürgerte sich der Name „der  Joachimsthal“ ein. Zur Unterscheidung vom Haus seines Sohnes schräg gegenüber kam später der Zusatz „großer“ hinzu. Im Gegensatz zum Kleinen Joachimsthal hat sich die männliche Bezeichnung bis heute erhalten. Nach dem Erliegen des Silberhandels wurde das Haus ein Zentrum des Leipziger Tuchhandels. Die Passage zur Katharinenstraße ist einer der ältesten Durchgänge in Leipzig.
Um die Wende zum 20. Jahrhundert wurden beide Zugangshäuser zur Passage neu errichtet. 1895 entstand nach Plänen des Architekten Curd Nebel das Haus Katharinenstraße 13 mit Formen der Neogotik. 1906/07 folgte das Haus Hainstraße 10 nach Plänen von Otto Riehl. Von diesem Gebäude ist nach seiner Rekonstruktion 1996/97 nur noch die Fassade erhalten. Anfang der 1990er Jahre hatte der Große Joachimsthal zum Leipziger Immobilienbesitz des Bauunternehmers Jürgen Schneider gehört.

## Architektur

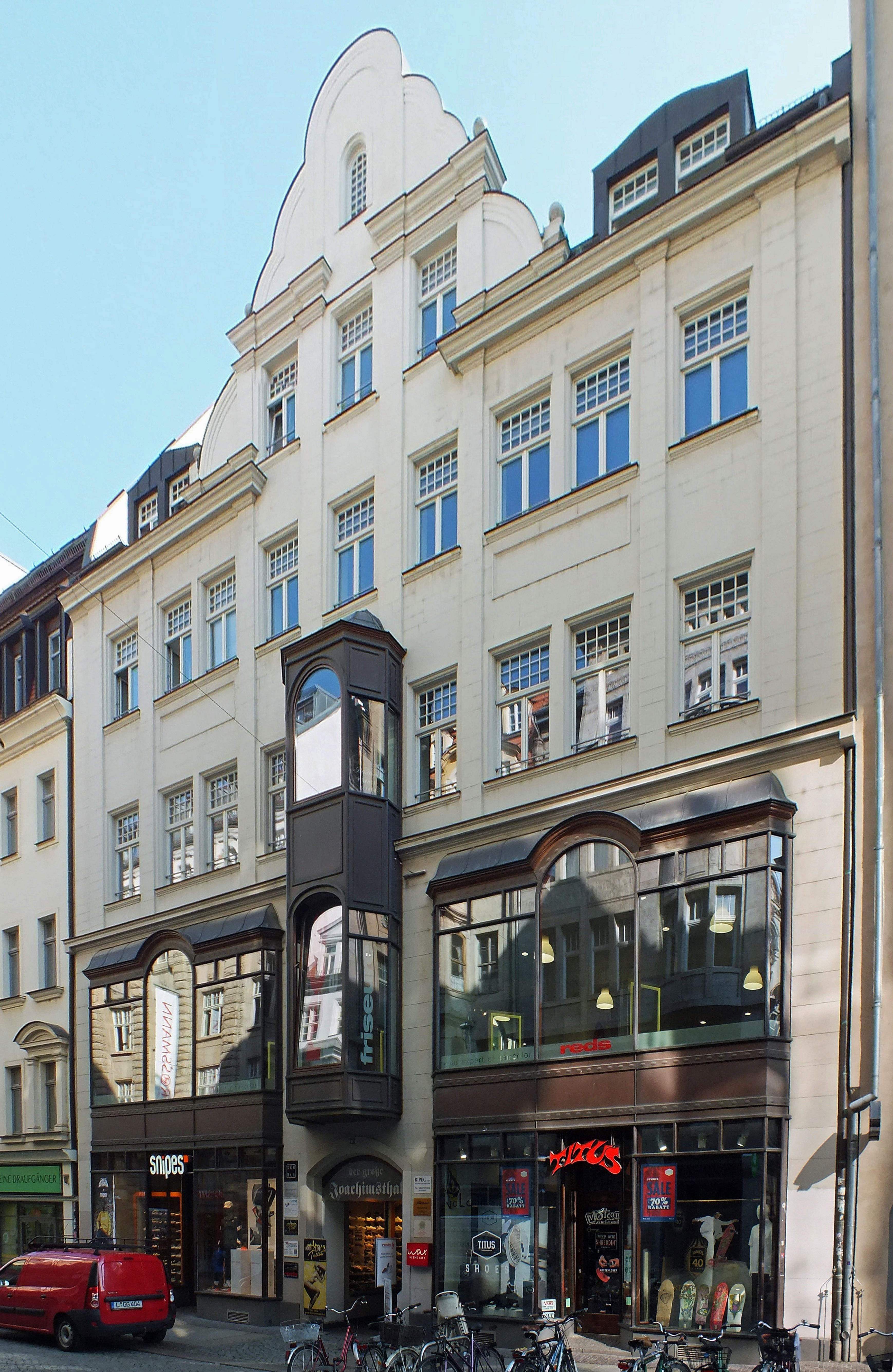
Hainstraße 10
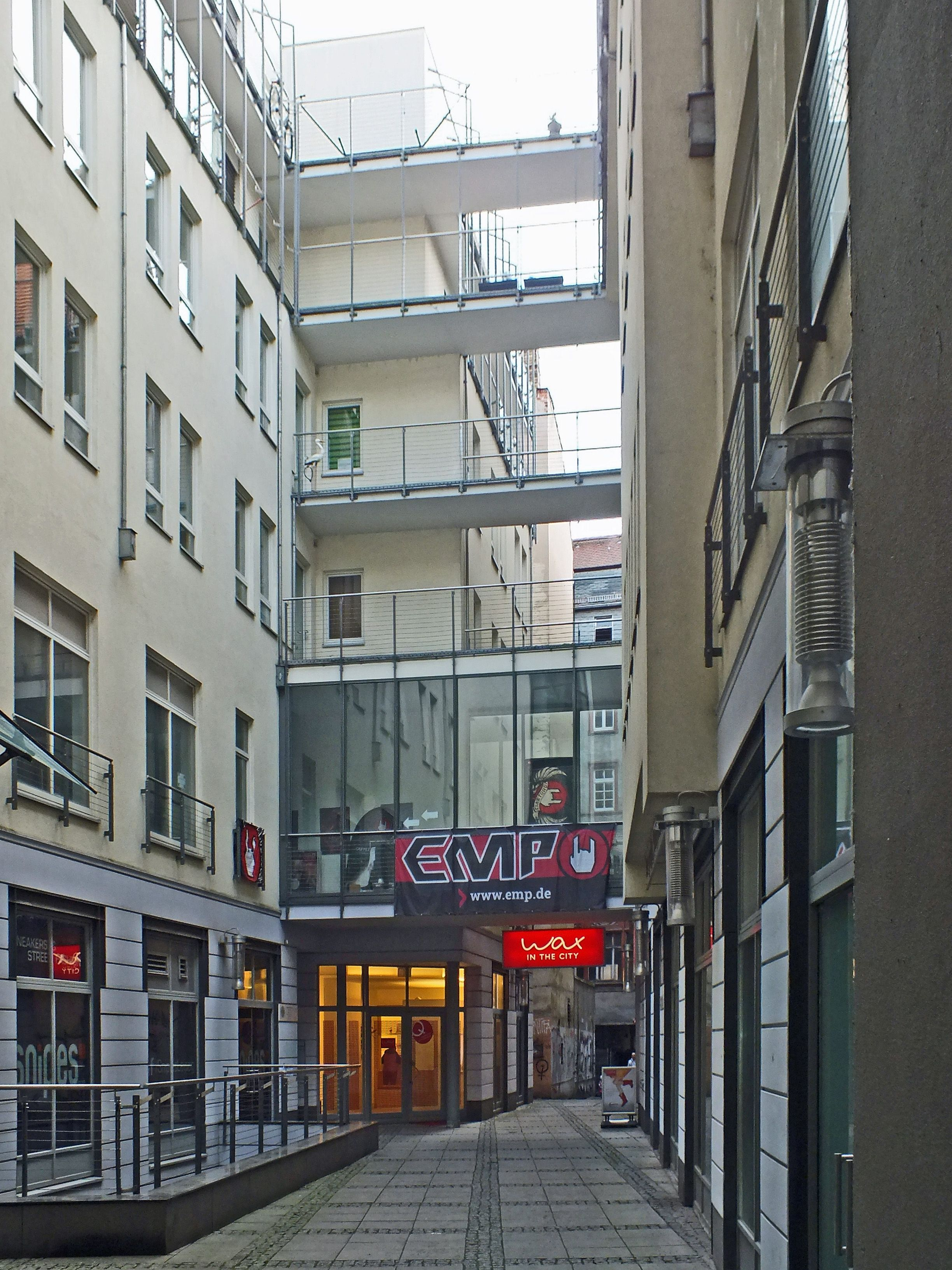
Passage Richtung Hainstraße
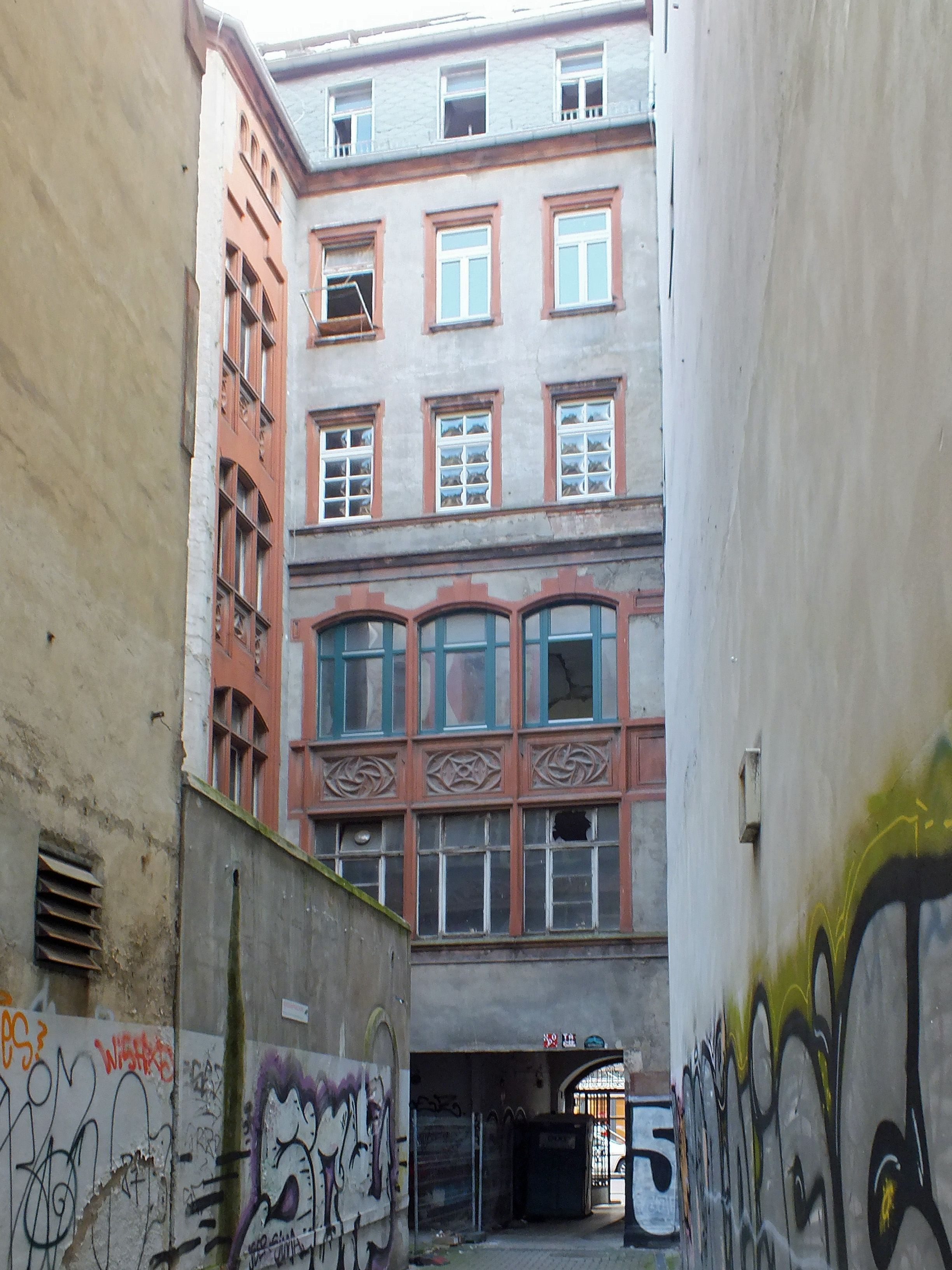
Richtung Katharinenstraße

Das viergeschossige Haus Hainstraße 10 hat neun Fensterachsen. Die Fassade ist mit Sandstein verkleidet. Auffallend sind die hervortretenden, zweigeschossigen Schaufensteranlagen mit Kupferverblendungen und der hohe geschwungene Zwerchgiebel.
Unter dem zentralen zweigeschossigen Erker beginnt der 49 Meter lange Durchgang zur Katharinenstraße 13. Die seitlichen Hofgebäude der Nr. 10 mit Einzelhandelsgeschäften wurden neu errichtet und sind unter anderem zur Gewährleistung von Fluchtwegen durch Übergänge verbunden.
Das 2018 in Rekonstruktion befindliche fünfgeschossige Gebäude Katharinenstraße 13 besitzt eine Putzfassade mit Bauschmuck aus Rochlitzer Porphyr und einen gestuften Zwerchgiebel.